# Хімічна океанографія
Хімія океану або хімічна океанографія — наука, що вивчає хімічний склад води в океанах і морях, донних опадах, а також суспензіях, морських льодах та його зміни на кордонах з атмосферою та дном. Хімія океану тісно пов'язана з океанологією і представляє її частину.